# Telmatobius pisanoi
Espèce
Synonymes
- Telmatobius hauthali pisanoi Laurent, 1977

Statut de conservation UICN

 EN B1ab(ii,iii,iv,v)+2ab(ii,iii,iv,v) : En danger
Telmatobius pisanoi est une espèce d'amphibiens de la famille des Telmatobiidae.

## Répartition
Cette espèce est endémique des vallées Calchaquies dans les provinces de Tucumán et de Catamarca en Argentine. Elle se rencontre entre 2 600 et 4 200 m d'altitude.

## Publication originale
- Laurent, 1977 : Contribución al conocimiento del género Telmatobius Wiegmann (4a. Nota). Acta Zoologica Lilloana, vol. 32, no 10, p. 189-206.